# DDT 프로레슬링
DDT 프로레슬링(일본어: DDTプロレスリング DDT프로레스린구[*], 영어: DDT Pro-Wrestling)은 일본의 프로레슬링 단체이다. 1997년 Dramatic Dream Team이라는 명칭으로 무토 신타로가 PWC를 탈퇴한 다카기 산시로, 미카미 교헤이 (MIKAMI), 노사와 론가이 (NOSAWA 론가이)를 초청하여 설립하였다.
2004년 4월 새로운 법인으로 전환하는 동시에 단체 이름을 현재 이름으로 개칭하였다. 현재는 여러 브랜드와 자회사도 전개하고 있다.
2005년부터 2008년까지 도쿄도 아다치구 이리야에 도장을 두고 도장에서 경기를 정기적으로 하였지만, 여러 사정으로 도장을 내놓고 신키바 1stRING 등 외부 시설을 빌려 연습을 하고 있었다. 2014년 12월 17일, 그때까지 임대 형태로 사용했던 TAKESHIBA 콜로세움을 ZERO1과 스타덤과 공유하는 형태로 사용하는 것을 발표하였다.

## 같이 보기
- 푸로레스